# 106. brigada HVO
106. brigada HVO bila je jedna od ratnih postrojbi Hrvatskog vijeća obrane. Orašje je sjedište 106. brigade HVO i 4. gardijske brigade "Sinovi Posavine". Stvorena je 15. svibnja 1992. godine. Brigada je imala 5500 pripadnika, poginulo je 270 vojnika, a tisuću je ranjeno. Ostatak Hrvatskog vijeća obrane Hrvatske zajednice Bosanske Posavine u Orašju tvorio je Operativnu zonu Bosanska Posavina. U 106 brigadi HVO nisu samo bili Hrvati nego i Bošnjaci, što se primjećuje na grbu brigade. Hrvati i Bošnjaci su se zajedno borili protiv VRS. 106. brigada je nakon iscrpne borbe obranila Orašje od VRS.
- Grb HVO-a
- Tablice iz Orašja za vrijeme Herceg-Bosne